# Teulat
 Teulat  es una población y comuna francesa, ubicada en la región de Mediodía-Pirineos, departamento de Tarn, en el distrito de Castres y cantón de Lavaur.

## Demografía
| 235 | 233 | 222 | 239 | 298 | 399 |
| Para los censos de 1962 a 1999 la población legal corresponde a la población sin duplicidades (Fuente: INSEE [Consultar]) |     |     |     |     |     |

## Monumentos

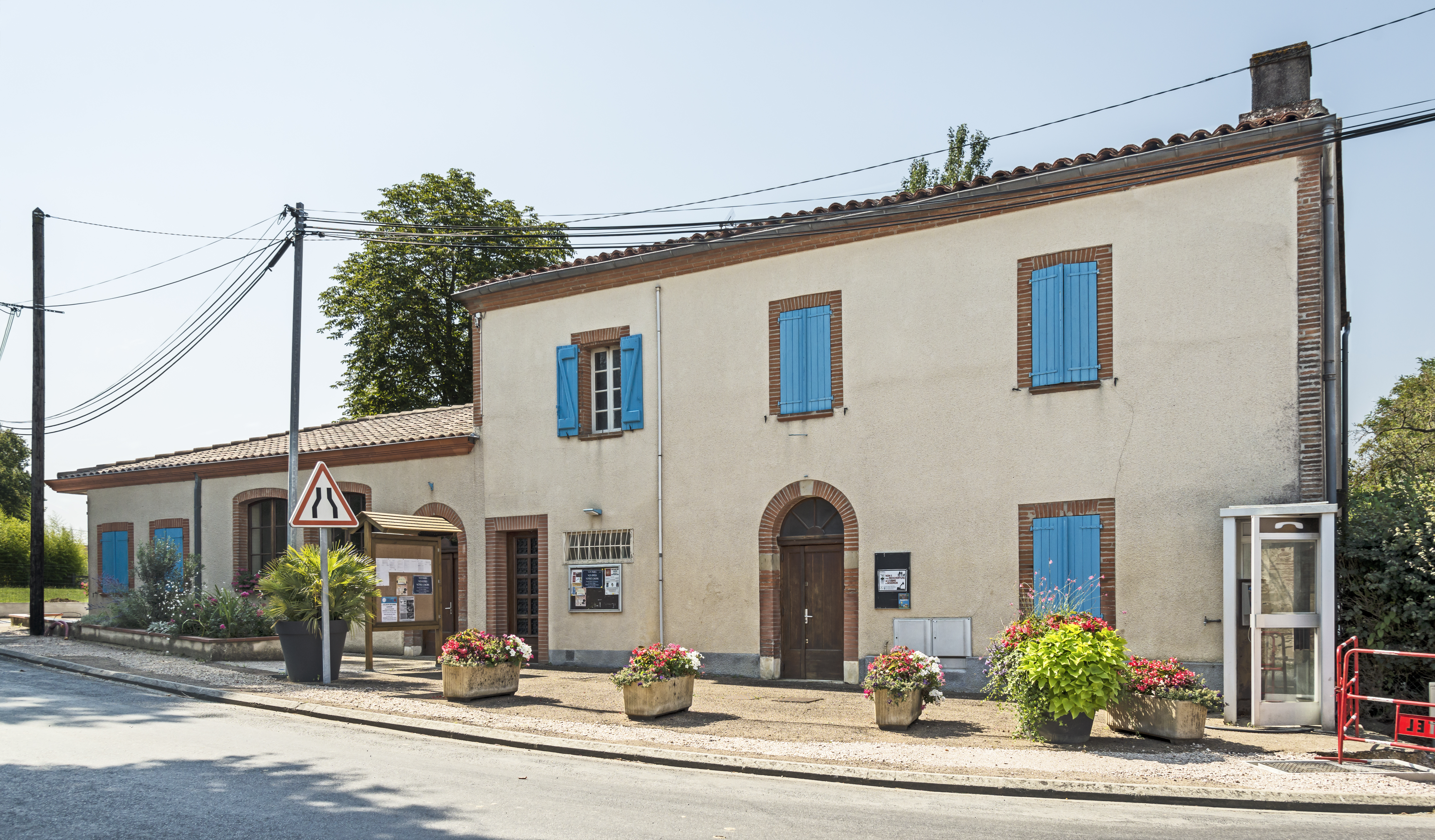
El Ayuntamiento.
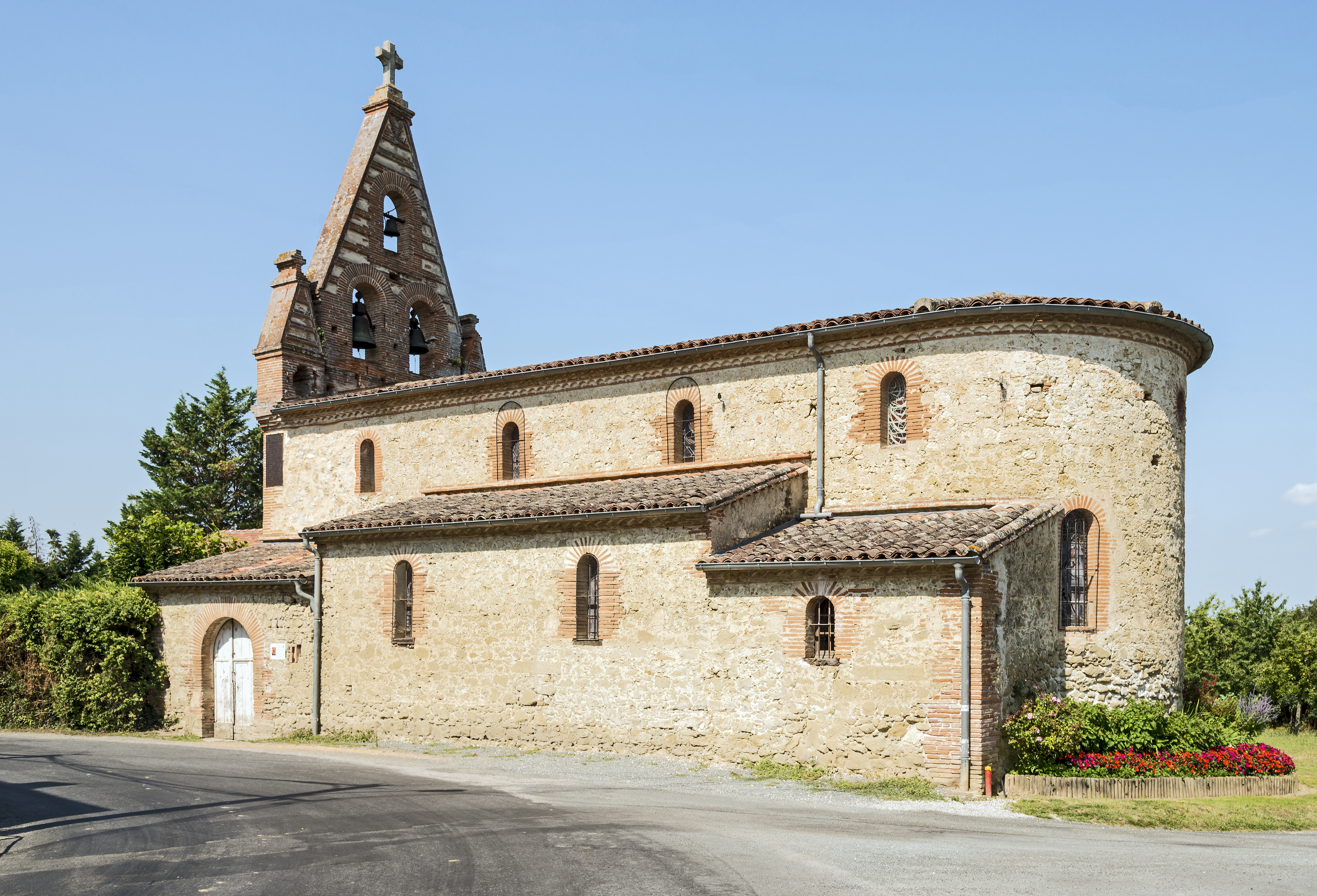
La Capilla de San Martín.
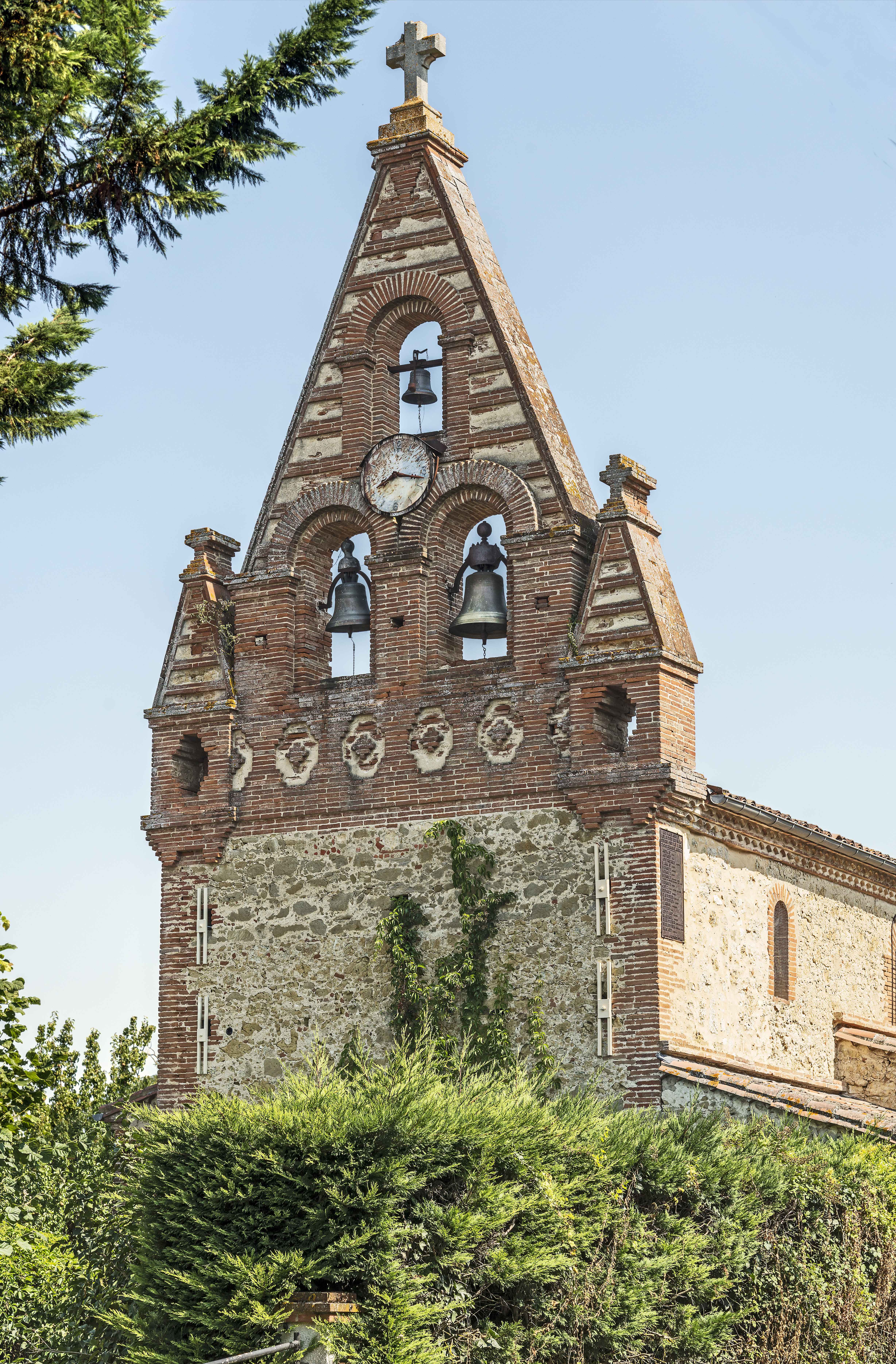
El campanario.